# Ашгільський ярус
Ашгілський ярус, Ашгіллій (рос. ашгиллский ярус, ашгиллий; англ. Ashgillian, нім. Ashgill) — верхній ярус ордовикського періоду в європейській стратиграфії. Назва походить від місцевості Ашгілл у Ланкаширі, Велика Британія. 
У 2008 році було прийнято нову міжнародну номенклатуру для ордовику, де ашгільський ярус відповідає гірнантському ярусу верхнього ордовику.